# Đài tưởng niệm Quyền Công dân

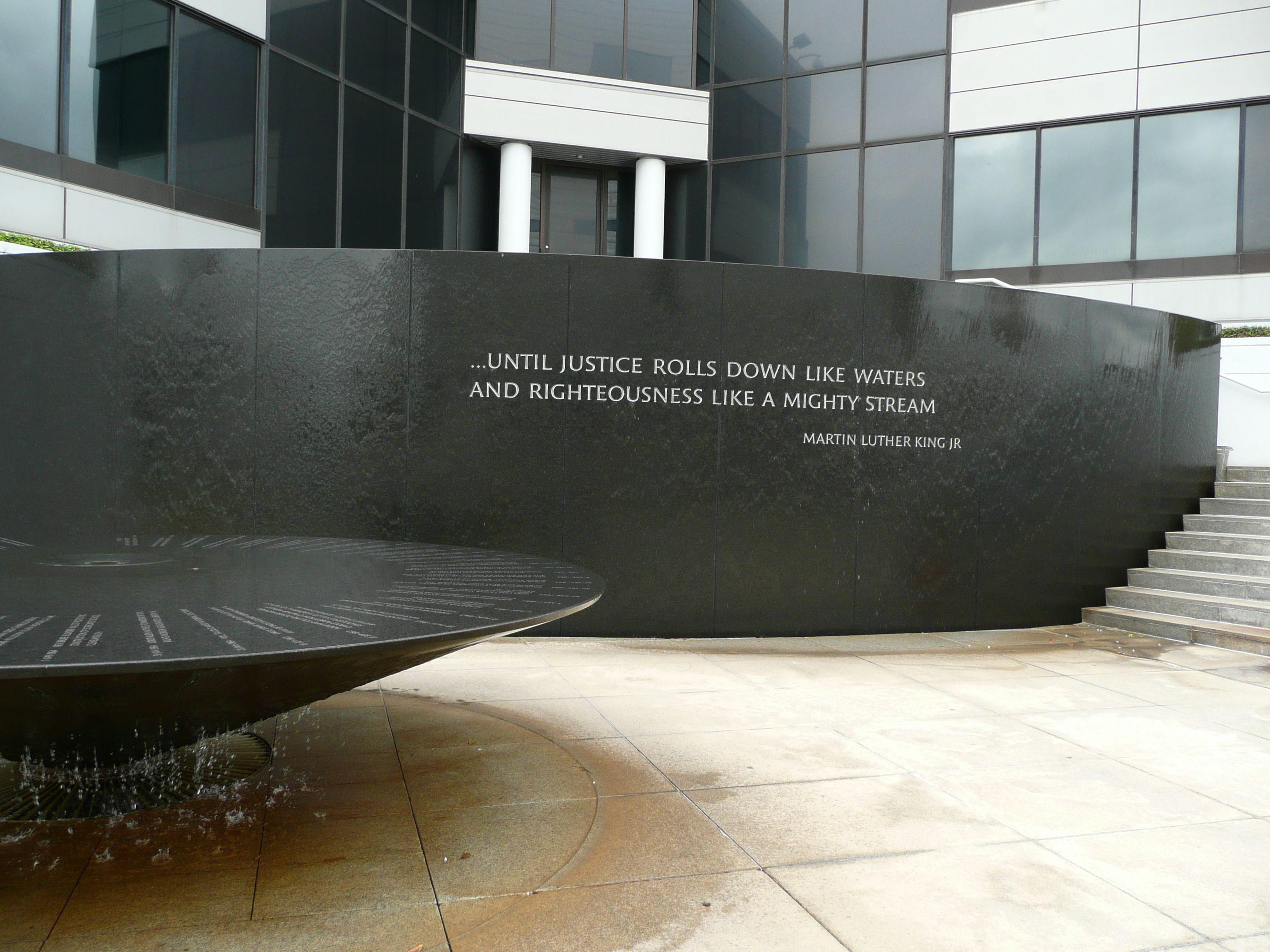
Đài tưởng niệm Quyền Công dân

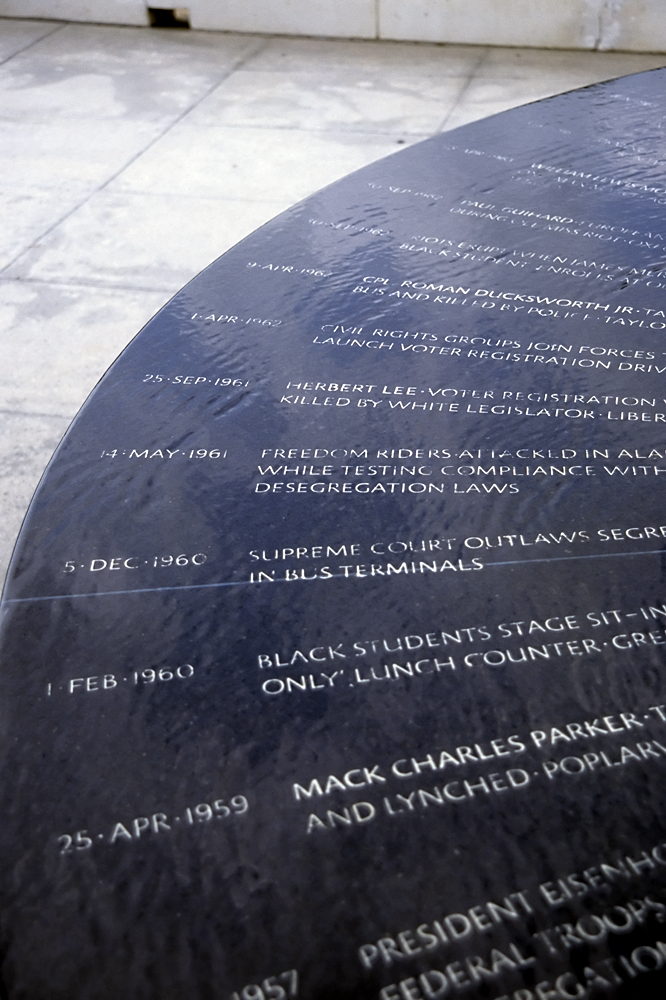
– Đài tưởng niệm Quyền Công dân với 40 tên người hy sinh

Đài tưởng niệm Quyền Công dân (tiếng Anh: Civil Rights Memorial) là một đài tưởng niệm ở Montgomery, Alabama để tưởng niệm 40 người bị chết trong cuộc đấu tranh cho quyền bình đẳng của mọi người thuộc mọi chủng tộc trong Phong trào đòi Quyền Công dân tại Hoa Kỳ. Đài kỷ niệm này được Southern Poverty Law Center bảo trợ.
Những tên người được tưởng niệm là những người đã chết trong cuộc đấu tranh giành quyền công dân từ năm 1954 tới năm 1968. Sở dĩ chọn các năm này vì năm 1954 Tòa án Tối cao Hoa Kỳ đã phán quyết rằng việc phân biệt chủng tộc trong các trường học là bất hợp pháp, và năm 1968 là năm xảy ra Cuộc ám sát Martin Luther King, Jr..
Đài tưởng niệm này do Maya Ying Lin - người đã thiết kế Đài tưởng niệm Chiến tranh Việt Nam ở Washington, D.C. tạo ra. Đài tưởng niệm này được khai trương năm 1989.
Khái niệm trong thiết kế của Maya Ying Lin dựa trên hiệu quả làm dịu và chữa lành của nước, được gợi ý từ lời diễn giải của mục sư Martin Luther King, Jr. "... chúng ta sẽ không được hài lòng cho tới khi công lý tuôn trào xuống như nước và sự công chính như một dòng suối mạnh....", trong bài nói chuyện "Tôi có một giấc mơ" ở Đài tưởng niệm Lincoln tại Washington D.C. ngày 28.8.1963. Đoạn này trong bài nói chuyện của mục sư King là một tham khảo trực tiếp từ Sách Amos 5:24, như được dịch trong Bản dịch tiêu chuẩn Thánh kinh của Mỹ [Abraham Joshua Heschel "The Prophets"].
Đài tưởng niệm là một đài phun nước dưới dạng tảng đá tròn hình nón ngược. Một màng nước mỏng chảy trên đáy tảng đá hình nón, trên đó có khắc 40 tên người. Có thể chạm vào màng mỏng mềm của nước và tạm thời làm thay đổi bề mặt màng nước, sau đó nó nhanh chóng trở lại chảy đều đặn từ từ. Như vậy, đài tưởng niệm đại diện cho khát vọng của phong trào Quyền công dân Hoa Kỳ chống lại chủ nghĩa phân biệt chủng tộc.

## Các tour tham quan
Đài tưởng niệm Quyền Công dân đặt trong một quảng trường lộ thiên, có thể tự do thăm viếng từ rạng đông tới tối, cả bảy ngày trong tuần. Trung tâm Đài tưởng niệm Quyền Công dân tọa lạc tại số 400 Đại lộ Washington, cung cấp hướng dẫn viên cho các nhóm tham quan kéo dài khoảng 1 giờ. Có thể đăng ký các tour tham quan từ thứ Hai tới thứ Bảy hàng tuần.
Đài tưởng niệm này nằm cách các di tích lịch sử khác một quãng đường đi bộ, trong đó có Dexter Avenue King Memorial Baptist Church (Nhà thờ giáo phái Baptist ở Đại lộ Dexter), Alabama State Capitol (điện Capitol của tiểu bang Alabama), Alabama Department of Archives and History (Cục lưu trữ và lịch sử của tiểu bang Alabama) cùng Thư viện và Nhà bảo tàng Rosa Parks.